# David Deejay
Adrian Cristian Colceru (n. 10 decembrie 1980, Bârlad, județul Vaslui, Republica Socialistă România), cunoscut sub numele de scenă David Deejay, este un DJ, producător și compozitor român. A studiat vioara în școala generală, dar a abandonat studiile și a început să compună piese cu ajutorul calculatorului. După ce s-a mutat în București, a lucrat cu mai mulți producători autohtoni, iar în 2007 a debutat cu „Sexy Thing”. Adi Colceru a lansat patru discuri single, toate ajungând în top 10 în clasamentul difuzărilor radio din România. Pentru trei dintre ele, DJ-ul a colaborat cu Dony (Cornel Donici de la formația Refflex).
În prezent, este student la Universitatea Româno-Americană, Facultatea de relații comerciale și financiar-bancare interne și internaționale.

## Biografie

### Studii și începuturile în muzică
Născut în Bârlad, Adi Colceru a studiat vioara la o școală de specialitate. A abandonat însă aceste studii, iar la vârsta de 16 ani a început să mixeze piese pe calculator. În 2003 s-a mutat în București, unde a compus cântece la MOF Records pentru Akcent, TNT și Hi-Q. „Dacă mă întrebați ce știu să fac cel mai bine, vă răspund că știu să orchestrez. Prin urmare, am lucrat la multe piese. Apoi, am lucrat și cu Gabi Huiban și așa am ajuns să colaborez cu Laurențiu Duță și m-am mutat la studioul lor”, fiind producător pentru 3SE și alți interpreți români.

### Proiectul „David Deejay”
În afara timpului petrecut în studioul lui Laurențiu Duță, Adi Colceru mai apărea și ca DJ în cluburi, sub numele de DJ David: „Știu exact pe ce muzică se mișcă lumea cel mai bine și așa am început să studiez piesele care transmit acea atmosferă care îi determină pe toți să danseze și să se simtă bine. Indiferent de ritm, orice piesă are o stare pe care o transmite foarte ușor. Așa am început să fac piese cu care să merg în club, dar și pe radio, și așa a apărut”, povestește DJ-ul despre compunerea primului single, „Sexy Thing”. Pentru acesta, producătorul a colaborat cu Cornel Donici de la Refflex, pseudonimul acestuia fiind „Dony”. Adi Colceru a dorit ca proiectul să rămână cât mai mult timp unul anonim, pentru a nu exista speculaîii de plagiat. După aflarea naționaltății muzicienilor, a fost contestată originalitatea piesei, Colceru negând însă acest gen de afirmații. „Sexy Thing” a primit numeroase difuzări în România, ajungând pe locul 5 în clasamentul anului 2008 din această țară, David Deejay fiind cel mai bine plasat muzician român în acest top. În Bulgaria, cântecul a ajuns pe locul 37, staționând 2 ediții în acest clasament, iar in Olanda s-a clasat pe locul 22. „Sexy Thing” a obținut premiul pentru „Cea mai bună piesă dance” în cadrul Romanian Music Awards 2008, festivitate ce a avut loc la Iași. Cel de-al doilea single lansat, „Nasty Dream”, a fost tot o colaborare cu Dony, cântecul ajungând pe locul 4 în topul difuzărilor din România.
În martie 2009, DJ-ul a realizat un remix pentru „The Balkan Girls”, piesa cu care Elena Gheorghe a reprezentat România la Concursul Muzical Eurovision 2009. Pe 30 aprilie 2009, Colceru a lansat simultan două piese la începutul lui 2009. „I Can Feel” a avut premiera la Vibe FM, Ela Rose fiind interpreta cu care a lucrat pentru acest single, iar „So Bizzare” (în colaborare cu Dony) a fost prezentat pentru prima oară la Radio 21. Aceste două cântece au fost compuse în studioul său, DAV7 Production. Astfel, David Deejay este primul muzician român ce lansează două discuri single în aceeași zi. „So Bizzare” a urcat până pe prima poziție în România, iar „I Can Feel” s-a clasat pe locul 7 în clasamentul românesc. „So Bizzare” a fost cel mai difuzat cântec al unui interpret autohton în anul 2009 în România.
Pe 16 decembrie 2009 a fost lansat „Temptation” ca al cincilea single și din 11 februarie a început să fie comercializat albumul Popcorn.

## Stilul muzical
Adi Colceru este cel care a inventat o nouă formă a stilului muzical „popcorn”[21] prin prima piesă, „Sexy Thing” (2008). Dan Popi de la casa de discuri Cat Music a descris acest stil ca fiind „un dance-house românesc, diferit de restul genurilor din străinătate”, factorul inovator fiind responsabil pentru succesul în afara granițelor României al cântecelor în acest gen.

## Discografie
Album
- Popcorn (2010)[23]

Discuri single
- „Sexy Thing” cu Dony
- „Nasty Dream” cu Dony
- „I Can Feel” cu Ela Rose
- „So Bizzare” cu Dony
- "Temptation" cu Dony
- "Jacuzzi" cu Dony
- "Perfect 2" cu P. Jolie & Nonis
- "Lovely Words" cu Ela Rose
- "Magnetic" cu AMI
- "I'm Done" cu Ela Rose

### Poziții în topuri
| An   | Titlu                            | Poziții în topuri | Poziții în topuri | Poziții în topuri  | Poziții în topuri    |
| An   | Titlu                            | Romanian Top 100  | Bulgarian Top 100 | Netherlands Top 40 | Netherlands Dance 40 |
| ---- | -------------------------------- | ----------------- | ----------------- | ------------------ | -------------------- |
| 2008 | "Sexy Thing" feat Dony           | #1                | #9                | #3                 | #25                  |
| 2008 | "Nasty Dream" feat Dony          | #1                | —                 | —                  | —                    |
| 2009 | "I Can Feel" feat Ela Rose       | #3                | —                 | #2                 | —                    |
| 2009 | "So Bizarre" feat Dony           | #1                | —                 | #8                 | —                    |
| 2010 | "Temptation" feat Dony           | #1                | #37               | —                  | —                    |
| 2010 | "Indianotech" feat Mossano       | #1                | —                 | —                  | —                    |
| 2011 | "Perfect 2" feat P Jolie & Nonis | #26               | —                 | —                  | —                    |

## Alte producții
| An   | Artist                          | Piesă                     | Poziție în topuri | Produsă | Compusă       | Mix & Master |
| ---- | ------------------------------- | ------------------------- | ----------------- | ------- | ------------- | ------------ |
| 2004 | Delia                           | Sufletul Meu Plânge       | #NO 1             | Da      | Co-compozitor | Da           |
| 2004 | Pavel Stratan                   | Eu Beu                    | #NO 1             |         |               | Da           |
| 2006 | Akcent                          | Jokero                    | #NO 1             | Da      | Co-compozitor | Da           |
| 2006 | Akcent                          | French Kiss               | #NO 2             | Da      | Co-compozitor | Da           |
| 2006 | DJ Project                      | Încă O Noapte             | #NO 1             |         | Co-compozitor |              |
| 2007 | Akcent                          | King Of Disco             | #NO 1             | Da      |               | Da           |
| 2007 | DJ Project                      | Lacrimi De Înger          | #NO 18            | Da      | Co-compozitor | Da           |
| 2007 | 3 Sud Est                       | Iubire                    | #NO 1             | Da      | Co-compozitor | MIX          |
| 2007 | 3 Sud Est                       | N-ai Crezut În Mine       | #NO 3             | Da      | Co-compozitor | MIX          |
| 2008 | David DeeJay Ft Dony            | Sexy Thing                | #NO 1             | Da      | Da            | Da           |
| 2009 | David DeeJay Ft Dony            | Nasty Dream               | #NO 1             | Da      | Da            | Da           |
| 2009 | David DeeJay Ft Dony            | So Bizzare                | #NO 1             | Da      | Da            | Da           |
| 2009 | Ela Rose Ft David Deejay        | I Can Feel                | #NO 5             | Da      | Da            | Da           |
| 2009 | Mossano                         | Indianotech               | #NO 1             | Da      | Da            | Da           |
| 2009 | Morris                          | Havana Lover              | #NO 1             | Da      | Da            | Da           |
| 2010 | Mossano                         | Zingarinho                | #NO 3             | Da      | Da            | Da           |
| 2010 | David Deejay Ft Dony            | Temptation                | #NO 1             | Da      | Da            | Da           |
| 2011 | David Deejay Ft P Jolie & Nonis | Perfect 2                 | #NO 10            | Da      | Da            | Da           |
| 2012 | AMI                             | Trumpet Lights            | #NO 1             | Da      | Da            | Da           |
| 2012 | Mossano Ft AMI                  | Una Serenada              | #NO 6             | Da      | Da            | Da           |
| 2013 | AMI                             | Otra Vez                  | #NO 3             | Da      | Da            | Da           |
| 2013 | Grasu XXL Ft AMI                | Deja Vu                   | #NO 1             | Da      | Da            | Da           |
| 2014 | Puya Ft INNA                    | Strigă                    | #NO 2             | Da      | Da            | Da           |
| 2014 | Moosano Ft AMI                  | I Promise You             | #NO 10            | Da      | Da            | Da           |
| 2014 | AMI                             | Playa En Costa Rica       | #NO 3             | Da      | Da            | Da           |
| 2014 | Delia                           | Pe Aripi De Vânt          | #NO 1             |         |               | Da           |
| 2014 | DJ Project feat. Adela          | Suflet vândut             | #                 | Da      | Co-compozitor | Da           |
| 2015 | Dan Bitman                      | Și îngerii au demonii lor | #NO 1             |         |               | Da           |
| 2015 | Shift Ft Andra                  | Avioane De Hârtie         | #NO 1             |         | Co-compozitor | Da           |
| 2015 | Vescan Ft Ligia                 | Al Tău Împiedicat         | #NO 6             |         |               | Da           |
| 2015 | AMI                             | Somnu Nu Mă Ia            | #NO 60            | Da      | Co-compozitor | Da           |
| 2015 | AMI                             | Camina                    | #                 | Da      | Da            | Da           |
| 2016 | Alexandra Ungureanu             | Nopți și zile             | #                 | Da      | Da            | Da           |
| 2016 | Grasu XXL feat. Ami             | 3 lucruri                 | #                 | Da      | Co-compozitor | Da           |

## Premii
| An   | Titlu                   | Secțiunea            | Nominalizare pentru: | Rezultat     | Notă          |
| ---- | ----------------------- | -------------------- | -------------------- | ------------ | ------------- |
| 2008 | Romanian Music Awards   | Best Dance           | „Sexy Thing”         | Câștigat     | [ 11 ]        |
| 2008 | Romanian Music Awards   | Best New Act         | „Sexy Thing”         | Nominalizare | [ 27 ]        |
| 2008 | Romanian Music Awards   | Best Song            | „Sexy Thing”         | Nominalizare | [ 27 ]        |
| 2008 | Romanian Music Awards   | Best DJ              | „Sexy Thing”         | Câștigat     | [ 27 ]        |
| 2009 | Romanian Music Awards   | Best Dance           | „Nasty Dream”        | Nominalizare | [ 28 ]        |
| 2009 | Romanian Music Awards   | Best DJ              | „Nasty Dream”        | Nominalizare | [ 28 ]        |
| 2009 | Romanian Music Awards   | New Sound Creator    | „Nasty Dream”        | Câștigat     | [ 29 ]        |
| 2009 | Romanian Top Hits       | BANDS - THE BEST HIT | „Nasty Dream”        | Nominalizare | [ 30 ] [ 31 ] |
| 2009 | MTV Europe Music Awards | Best Romanian Act    | „Nasty Dream”        | Nominalizare | [ 32 ]        |
| 2010 | Romanian Music Awards   | Best Dance           | „So Bizarre”         | Nominalizare | [ 33 ]        |
| 2010 | Romanian Music Awards   | BEST DJ              | „Temptation”         | Câștigat     | [ 34 ]        |
| 2010 | Romanian Music Awards   | Best Producing Act   | „Temptation”         | Câștigat     | [ 34 ]        |